# Ljudmila Braude
Ljudmila Juljevna Braude (ryska: Людмила Юльевна Брауде), född 9 december 1927 i Leningrad, död 26 oktober 2011 i Sankt Petersburg, var en rysk nordist, litteraturvetare och översättare.
Braude studerade nordisk filologi vid Leningrads universitet och utexaminerades 1950, varpå hon arbetade som lärare i tyska vid olika högskolor. Hon disputerade 1978 på en avhandling om den skandinaviska sagan och befordrades 1980 till professor vid Leningrads universitet. Hon var även verksam vid Sankt Petersburgs statliga universitet för kultur och konst, där hon under många år undervisade i utländsk barnlitteratur.
Braude började publiceras 1955. Hon översatte huvudsakligen, men inte uteslutande, barnlitteratur från de skandinaviska språken danska, norska och svenska till ryska; bland av henne översatta författare märks Jostein Gaarder, Maria Gripe, Jan-Olof Ekholm, Thorbjørn Egner, Tove Jansson, Astrid Lindgren, Selma Lagerlöf och Sigrid Undset. Hon skrev även om några skandinaviska författares liv och verk samt om skandinaviska sagor. År 2009 tilldelades hon, tillsammans med Anna Sidorova, finska statens utländska översättarpris.